# Undløse
Undløse er en lille by på Nordvestsjælland med 1.130 indbyggere  (2024), beliggende fem kilometer vest for Ugerløse og 19 kilometer syd for Holbæk. Byen tilhører Holbæk Kommune og er beliggende i Region Sjælland.
I Undløse Kirke har Unionsmesteren udført sit hovedværk Opstandelsen, som er optaget på Kulturkanonen.
Byens bedste fodboldhold spiller i Serie 2, mens 2. holdet er placeret i Serie 4.